# تاشکینوو
تاشکینوو (انگلیسی: Tashkinovo) یک شهرک در ناحیه شهری نفتکامسک در استان باشقیرستان کشور روسیه است.